# Núria Martínez
Núria Martínez Prat (Vilassar de Mar, 29 febbraio 1984) è una cestista spagnola.
Alta 174 cm per 72 kg, ha giocato come guardia nella Pallacanestro Femminile Schio.

## Carriera
Nel 2005-06 ha vinto la Liga spagnola e la Copa de la Reina con la Perfumerías Avenida di Salamanca.
Nel 2016 ritorna a Schio, dopo la breve esperienza di 8 anni prima.
L'anno successivo viene ingaggiata da Uni Girona.
Con la Spagna ha disputato due edizioni dei Giochi olimpici (Atene 2004, Pechino 2008), tre dei Campionati mondiali (2006, 2010, 2014) e quattro dei Campionati europei (2003, 2005, 2007, 2015).